# Nopyllus
Nopyllus Ott, 2014 è un genere di ragni appartenente alla famiglia Gnaphosidae.

## Distribuzione
Le 2 specie note di questo genere sono state reperite in Brasile.

## Tassonomia
Le caratteristiche di questo genere sono state descritte dallo studio degli esemplari denominati Apopylus isabelae Brescovit & Lise, 1993.
Non sono stati esaminati esemplari di questo genere dal 2014, di cui sono stati rinvenuti solo esemplari maschili.
Attualmente, a novembre 2015, si compone di 2 specie:
- Nopyllus isabelae (Brescovit & Lise, 1993)[2] — Brasile
- Nopyllus vicente Ott, 2014 — Brasile